# فرانسيس إلينور ترولوب
فرانسيس إلينور ترولوب (بالإنجليزية: Frances Eleanor Trollope)‏ (1 أغسطس 1835 في الولايات المتحدة - 14 أغسطس 1913، ساوث سي في المملكة المتحدة)؛ روائية بريطانية.